# Elecciones estatales de Nueva Gales del Sur de 2019

Las elecciones estatales de Nueva Gales del Sur de 2019 se llevaron a cabo el sábado 23 de marzo de 2019 para elegir al 57 ° Parlamento de Nueva Gales del Sur, incluidos los 93 escaños en la Asamblea Legislativa y 21 de los 42 asientos en el Consejo Legislativo de Nueva Gales del Sur.
La coalición Liberal/Nacional del gobierno, liderada por la Premier Gladys Berejiklian, ganó un tercer mandato de cuatro años. El partido Laborista, liderado por Michael Daley, se mantuvo en la oposición. También se disputaron las elecciones dos partidos menores que defienden escaños, el partido crossbench, los Verdes y el partido Shooters, Fishers and Farmers, así como tres diputados independientes. La victoria para la Coalición marcó la primera vez que un gobierno de la Coalición ha ganado un tercer mandato consecutivo en el cargo en el estado desde las elecciones estatales de 1971.

## Fecha
El parlamento ha fijado períodos de cuatro años entre elecciones. La elección se realizó el cuarto sábado de marzo, aunque el Gobernador puede disolver el parlamento antes con el consejo del Premier.

## Fechas clave
Las fechas clave para la elección son:
- 25 de febrero: apertura de candidaturas.
- 1 de marzo: expira la asamblea legislativa.
- 4 de marzo: Emisión de papeletas.
- 6 de marzo: Cierre de nominaciones.
- 11 de marzo: comienza la votación anticipada
- 23 de marzo: día de las elecciones (las urnas abren de 8 a. m. a 6 p. m.)
- 27 de marzo: último día para la recepción de los votos postales.
- 3 de abril: Declaración de resultados de la Asamblea Legislativa estimada.
- 12 de abril: Declaración de resultados del Consejo Legislativo Estimado.

## Resultados

### Asamblea Legislativa
|  | 31.99 % |

|  | 9.60 % |

|  | 41.58 % |

|  | 33.31 % |

|  | 9.57 % |

|  | 3.46 % |

|  | 1.53 % |

|  | 1.52 % |

|  | 1.51 % |

|  | 1.10 % |

|  | 0.80 % |

|  | 0.50 % |

|  | 0.23 % |

|  | 0.07 % |

|  | 0.03 % |

|  | 0.02 % |

|  | 4.77 % |

|  | 52.02 % |

|  | 47.98 % |

|  | 96.54 % |

|  | 3.46 % |

|  | 89.43 % |

|  | 89.43 % |